# 케서 도너휴
케서 도너휴(Kether Donohue, 1985년 8월 22일 ~ )는 미국의 배우, 성우이다.

## 출연 작품
- 칼라 (2016)
- 피치 퍼펙트: 언프리티 걸즈 (2015)
- 더 베이 (2012)
- 피치 퍼펙트 (2012)
- 보이 원더 (2010)
- 뉴욕 레이틀리 (2009)